# Topdrop
Topdrop is een Nederlands merk drop.
De rol bestaat uit een papieren omhulsel waarin in een zilverfolie de 14 dropjes zijn verpakt. Later kwamen er ook zakjes met Topdrop en Topdrop zit tegenwoordig ook los in de zoute pondspakken.

## Geschiedenis
Topdrop werd oorspronkelijk geproduceerd door Venco. In 1965 werd het aandelenkapitaal van Venco overgenomen door Red Band, eveneens een snoepwarenfabrikant in Roosendaal die tot 2012 onderdeel was van Leaf International. Venco bleef tot 1977 zelfstandig bestaan en werd toen overgenomen door de Verenigde Dropfabrieken die op zijn beurt in 1986 door de Centrale Suiker Maatschappij werd overgenomen. In 1995 werd de fabriek in Naarden gesloten en ging de productie naar Red Band in Roosendaal. Sinds 2012 is Venco onderdeel van Cloetta Holland in Roosendaal.